# Nymphon duospinum
Nymphon duospinum är en havsspindelart som först beskrevs av Hilton, W.A. 1942.  Nymphon duospinum ingår i släktet Nymphon och familjen Nymphonidae. Inga underarter finns listade i Catalogue of Life.